# Makande-Buschwaldgalago
Der Makande-Buschwaldgalago (Sciurocheirus makandensis) ist eine Primatenart aus der Familie der Galagos (Galagonidae), die nur aus einem kleinen Gebiet im mittleren Gabun südlich des Flusses Ogooué bekannt ist. 

## Merkmale
Die Art ist ein mittelgroßer Galago, genaue Angaben zur Größe können nicht gemacht werden da bisher keine einzelnen Tiere gefangen und vermessen wurden. Der Holotyp wurde lediglich fotografiert. Das Rückenfell ist schiefergrau, die Flanken und die Außenseite der Gliedmaßen sind rotbraun. Auch das vordere Drittel des Schwanzes ist bei ausgewachsenen Tieren schiefergrau, die hinteren zwei Drittel werden zunehmend schwärzer. Die Schwanzfärbung ist aber bei Galagos verschiedenen Alters unterschiedlich. Die Oberseite des Kopfes und das Gesicht sind rußgrau gefärbt, die Augenringe und die Oberseite der Schnauze schwarz, die Oberseite der Hände und Füße rußig. Wangen, Unterkiefer, Kehle, Brust, Bauch und die Innenseite der Gliedmaßen sind grau-weiß. Bei adulten Exemplaren kann die rötliche Färbung des Körperseiten auf den Bauch übergreifen. Beide Geschlechter sind gleich gefärbt. Der Makande-Buschwaldgalago unterscheidet sich durch seine Lautäußerungen deutlich von anderen Galagos. Seine Laute sind ein ziemlich schnelles Pfeifen mit einem oder fünf Pfiffen und einer starken Betonung des ersten Pfiffs.

Das Verbreitungsgebiet des Makande-Buschwaldgalagos

## Verbreitung und Lebensraum
Makande-Buschwaldgalagos bewohnen den tropischen Regenwald im mittleren Gabun, möglicherweise reicht ihr Verbreitungsgebiet bis in die Republik Kongo. Der Lebensraum ist hügelig mit Höhen von 200 bis 700 Metern über dem Meeresspiegel. Er besteht zum größten Teil aus Primärwald mit nur wenigen gerodeten Bereichen und einem Baumbestand, in dem Johannisbrotgewächse und Balsambaumgewächse dominieren. Es gibt zwei Regenzeiten, eine von März bis Mai, die zweite von Oktober bis Dezember. Die mittlere jährliche Niederschlagsmenge liegt bei 1750 mm. Bei etwa 80 % der Beobachtungen von Makande-Buschwaldgalagos befanden sich die Tiere unterhalb einer Höhe von 5 Metern.

## Lebensweise
Die Lebensweise des Makande-Buschwaldgalagos wurde bisher noch nicht genauer erforscht. Wie andere Galagos wird er nachtaktiv sein und wahrscheinlich in seinem Verhalten dem weiter nördlich vorkommenden Allen-Galago (Sciurocheirus alleni) ziemlich ähnlich sein. Die Nahrung besteht aus Früchten, auch Fallobst, Insekten und anderen Wirbellosen. Oft sieht man den Makande-Buschwaldgalago oberhalb von Zweigen sitzen, auf denen „Ameisenstraßen“ verlaufen. Dabei entnimmt er Ameisen und fängt wahrscheinlich auch andere Kleintiere, die vor den Ameisen fliehen. Über die Fortpflanzung des Makande-Buschwaldgalagos ist noch nichts bekannt.

## Gefährdung
Da das bekannte Verbreitungsgebiet des Makande-Buschwaldgalagos nur eine Fläche von weniger als 20.000 km² umfasst und die Populationsdichte gering ist, ist er möglicherweise gefährdet.